# Oberegg AI
| AI ist das Kürzel für den Kanton Appenzell Innerrhoden in der Schweiz. Es wird verwendet, um Verwechslungen mit anderen Einträgen des Namens Oberegg zu vermeiden. |

Fahne

Oberegg ist ein Bezirk im Kanton Appenzell Innerrhoden in der Ostschweiz. Der Bezirk Oberegg ist als Exklave vom restlichen Kantonsgebiet getrennt. Zugleich bildet er den Äusseren Landesteil, alle anderen Innerrhoder Bezirke bilden zusammen den Inneren Landesteil.

## Geografie und Besiedlung

Historisches Luftbild von Swissair Photo AG von 1949

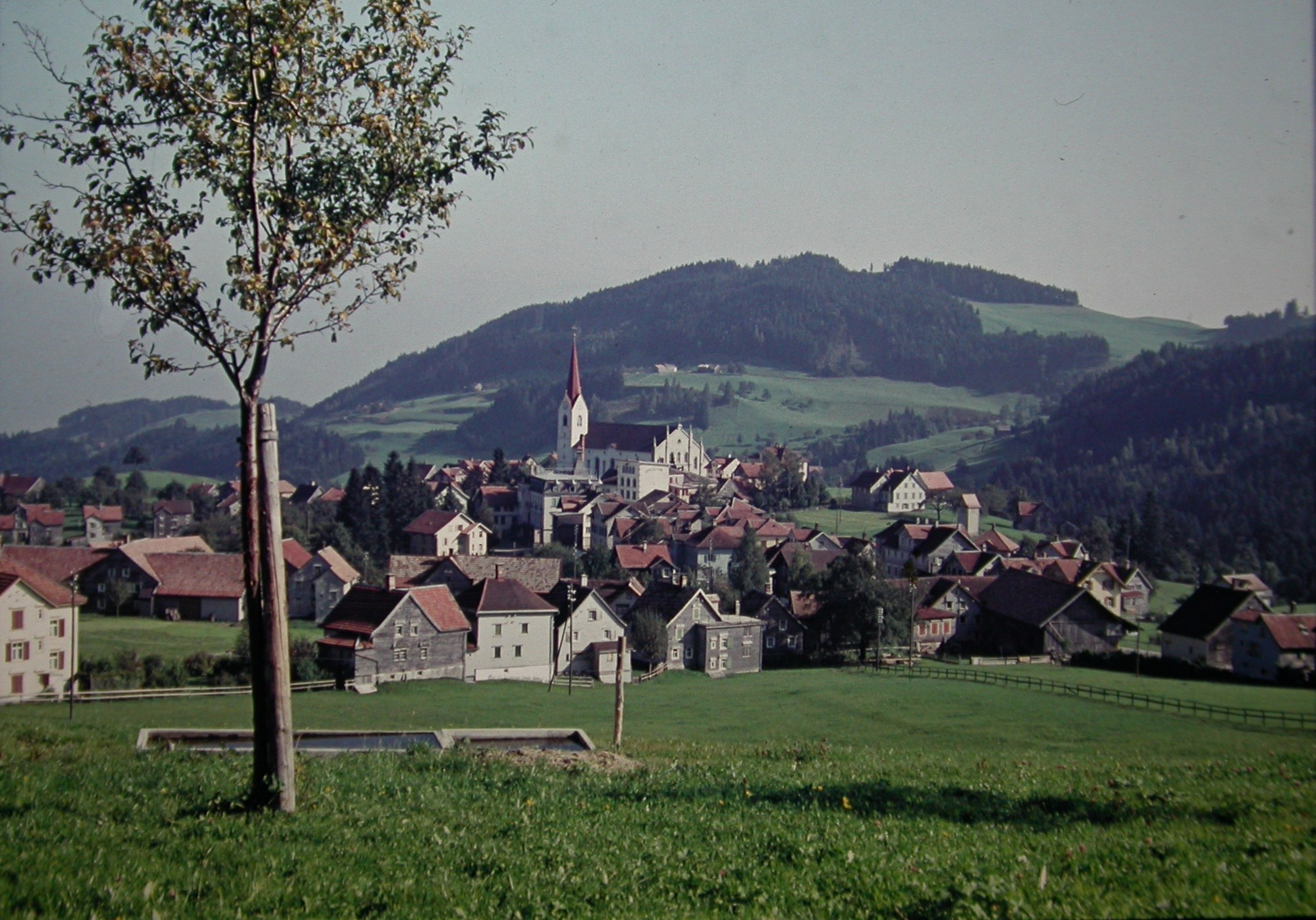
Oberegg in der Ansicht um 1955

Oberegg bildet zusammen mit der Appenzell Ausserrhoder Gemeinde Reute den südlichen Teil des Appenzeller Vorderlands. Von den 14,7 km² des Bezirksgebiets sind 51,8 % Wiesen und Felder, 42,5 % sind bewaldet, 5,5 % sind mit Gebäuden oder Strassen bebaut und 0,1 % sind unproduktives Land.
Das Gebiet der Innerrhoder Exklave Oberegg ist in drei geografisch voneinander geschiedene Teile unterteilt. Der westliche, höher gelegene Teil des Bezirks besteht aus dem Dorf Oberegg sowie den grösseren Weilern St. Anton, Honegg und Kapf. Er wird auch «Obere Rhod» genannt. Der östliche, mehr gegen das Rheintal gelegene Teil des Bezirks besteht aus den grösseren Weilern Büriswilen, Eschenmoos und Sulzbach. Er wird auch «Unterer Gang» genannt. Das Bezirksgebiet von Oberegg ist ganz von den Kantonen Appenzell Ausserrhoden und St. Gallen umschlossen. Ebenfalls zum Bezirksgebiet von Oberegg gehört das katholische Kloster St. Ottilia Grimmenstein, welches sich in Walzenhausen Platz befindet.
Oberegg hat vier Dreikantonsecken zu den Kantonen Appenzell Ausserrhoden und St. Gallen (, , , ).
Der Bezirk Oberegg besitzt wie das gesamte Appenzellerland eine ausgeprägte Streusiedlung mit Einzelhöfen, die zum Reiz der Landschaft beiträgt. Eine Ausnahme bildet der Südhang des St. Anton, der hauptsächlich bewaldet ist. Zahlreiche Weiler bilden neben dem Dorf Oberegg heute noch einen wichtigen Siedlungsschwerpunkt. Streusiedlung wie auch Weilersiedlung sind jedoch als Wohnform in Bedrängnis geraten, nicht zuletzt durch die nationale Raumplanungsgesetzgebung, die ein verdichtetes Bauen in Kernzonen fordert. Durch die Ansiedlung neuer Industrie sowie einer starken Bauentwicklung im Dorf seit den 1950er-Jahren hat sich Oberegg als klares Zentrum und Bevölkerungsschwerpunkt des Bezirks etabliert.

## Bevölkerung
Die Bevölkerungsanzahl im Bezirk Oberegg wuchs in den vergangenen Jahren langsam aber stetig. Es handelt sich um ein unproportional kleines Wachstum, wenn man es mit der eher starken Bautätigkeit vergleicht. Im Vergleich mit der Bevölkerungszahl vor rund hundert Jahren zeigt sich ein noch extremeres Bild: So zählte der Bezirk Oberegg 1910 eine Bevölkerung von 2'862 Personen, also fast tausend Menschen mehr als heute. Gründe für diesen markanten Bevölkerungsrückgang gibt es vor allem zwei: Erstens entzog die tiefe Wirtschaftskrise der 1920er- und 1930er-Jahre einem grossen Teil der Bevölkerung die Lebensgrundlagen in der damals vorherrschenden Textilindustrie in Heimarbeit. Eine Auswanderungswelle war die Folge. Zweitens schrumpfte die durchschnittliche Kinderzahl in der Familie zwischen 1910 und 1960 markant.
| Jahr      | 1850 | 1900 | 1910 | 1950 | 2000 | 2010 | 2020 |
| Einwohner | 2141 | 2652 | 2862 | 2197 | 1796 | 1892 | 1927 |

Die Bevölkerungspyramide für den ganzen Kanton Appenzell Innerrhoden zeigt heute eine Flaschenform, das bedeutet, dass die ältere Bevölkerung die jüngere überwiegt. Nach wie vor dominiert die katholische Konfession in der Bevölkerung, gefolgt von Konfessionslosen und Protestanten. Bis zur Einführung der Niederlassungsfreiheit in Appenzell Innerrhoden 1850 durften nur katholische Personen in Oberegg wohnen. Der Anteil von Ausländerinnen und Ausländern an der Wohnbevölkerung beträgt 8,6 %. Diese Zahl liegt weit unter dem Schweizer Durchschnitt von 25,1 %. Die meisten Ausländerinnen und Ausländer stammen aus Deutschland.

## Geschichte

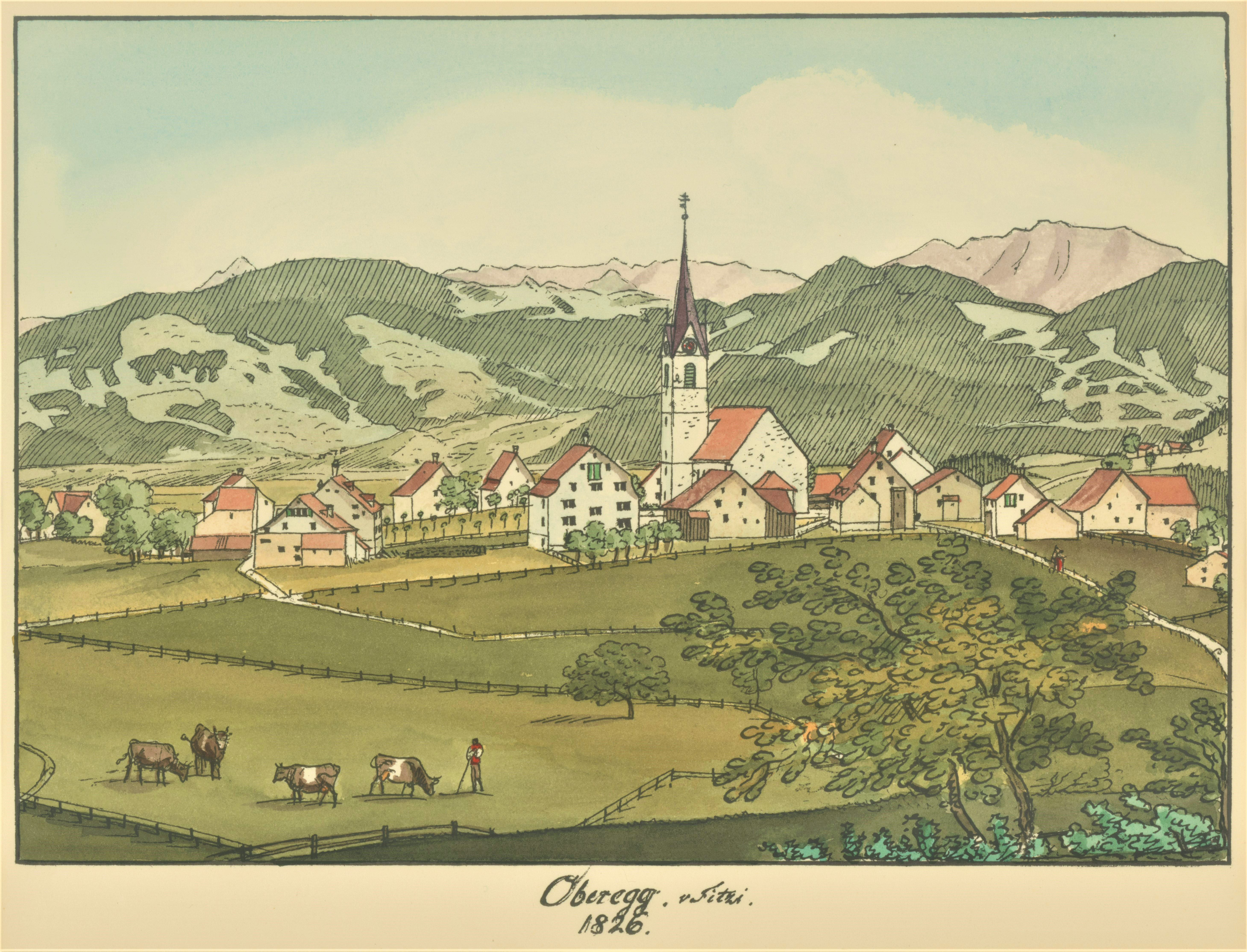
Oberegg 1826 dargestellt von Johann Ulrich Fitzi (1798–1855).

Ein spätrömischer Münzfund beim Weiler Heilbrunn ist der früheste Hinweis auf die Anwesenheit von Menschen auf dem späteren Bezirksgebiet von Oberegg. Die eigentliche Besiedlung fand als letzte Region des Appenzellerlands vor allem im 12. und 13. Jahrhundert statt. Einzig der Weiler Büriswilen trägt einen frühmittelalterlichen Namen aus der Karolingerzeit. Die Siedler stammten überwiegend aus dem Rheintal, von den Höfen Bernang, Marbach und Altstätten, sowie zu einem kleinen Teil vom Goldachtal her. Sie liessen sich als Familienverbände in Einzelhöfen nieder, deren Parzellen sie zuvor aus dem Wald herausgerodet hatten. Die Neusiedler waren Untertanen des Abtes von St. Gallen, an den auch Abgaben zu entrichten waren. Daneben standen die weltlichen Herren von Rosenberg-Berneck und die Meier von Altstätten. Letztere errichteten an der Wende vom 12. zum 13. Jahrhundert auf heutigem Bezirksgebiet von Oberegg die Burg Hoch-Altstätten.
Das Gebiet des späteren Bezirks Oberegg wurde als Resultat der Appenzellerkriege zu Beginn des 15. Jahrhunderts zur Rhode Trogen geschlagen und damit appenzellisch. Weiterhin wurden jedoch Abgaben ins Rheintal entrichtet – die letzte Ablösung dieser Zehnten geschah erst zu Ende des 16. Jahrhunderts – und auch der Kirchgang führte nach wie vor dorthin. 1428 versuchte der Graf von Toggenburg gewaltsam, im Grenzgebiet von Altstätten appenzellisches Territorium zu erobern, die nationalistische Geschichtsschreibung spricht in diesem Zusammenhang von einer «Schlacht bei Honegg» auf nachmaligem Oberegger Gebiet. Die Grenzen des Appenzellerlands gegen das Rheintal wurden schliesslich 1465 vom Abt von St. Gallen verbrieft. Das Herausbilden eines politischen Selbstbewusstseins auf nachmaligem Oberegger Gebiet innerhalb der Rhode Trogen – namentlich die Gebiete Oberegg und Hirschberg – ist ab der zweiten Hälfte des 15. Jahrhunderts nachvollziehbar. So wird 1470 ein Wegrechtsbrief von einer «Nachpurschaft am Hersperg [Hirschberg]» gesiegelt. Der Name Oberegg taucht erstmals 1535 als Weilername in einer Haushaltszählung auf.
Durch das wegen der Reformation im Land Appenzell 1525 eingeführte Kirchhöreprinzip – also dem Prinzip, dass jede Rhode sich für eine Konfession entscheiden musste – bekannte sich die Rhode Trogen zum reformierten Glauben. In Oberegg-Hirschberg verblieben aber trotzdem viele Familien beim alten Glauben, da sie in die paritätischen Rheintaler Kirchgemeinden pfarrgenössig waren. Das führte 1597 bei der Appenzeller Landteilung in die beiden Halbstände Inner- und Ausserrhoden dazu, dass die katholischen Liegenschaften in den nun neu als Halbrhoden bezeichneten Gebieten Oberegg und Hirschberg zu Appenzell Innerrhoden geschlagen wurden, die reformierten Liegenschaften zu Appenzell Ausserrhoden. Als Resultat entstand ein unzusammenhängender, territorialer Flickenteppich. Dieser unbefriedigende Zustand blieb bis ins 19. Jahrhundert bestehen und führte zu einer Reihe von Grenzstreitigkeiten zwischen den Halbständen.
1654 wurde mit dem Bau der Pfarrkirche für die katholischen Bewohner von Oberegg-Hirschberg im Weiler Oberrickenbach begonnen. Der Ort lag auf dem Gebiet der Halbrhode Hirschberg, das nun im Entstehen begriffene Dorf erhielt als Kompromiss den Namen Oberegg. 1658 wurde mit der Weihe der Pfarrkirche auch die Pfarrei errichtet. Die Errichtung einer Kaplanei folgte kurz darauf. Die Stelle war ursprünglich bei der Kapelle Eschenmoos angesiedelt, wechselte jedoch bald ins Dorf. Zur Pfarrei gehört ebenfalls die zu Beginn des 18. Jahrhunderts errichtete Kapelle St. Anton. Bis ins 19. Jahrhundert waren der Pfarrer und der Kaplan für den Schulunterricht zuständig.
In der Zeit der Helvetik (1798–1803) wurden Oberegg und Hirschberg dem Distrikt Wald zugeschlagen, während die Weiler Kapf und Boden zum Distrikt Oberrheintal kamen. Beide Distrikte lagen im neugegründeten Kanton Säntis. Die Oberegger waren mehrheitlich gegen die Neuordnung, was zu einer Verweigerung der Eidesleistung auf die neue Konstitution führte. Daraufhin führten Herisauer Exekutionstruppen eine Entwaffnung der Oberegger durch. Der Eid wurde daraufhin geleistet. Nach Ende der Helvetik kamen Oberegg und Hirschberg als Halbrhoden wiederum zum Kanton Appenzell Innerrhoden. In der Zeit der Mediation (1803–1815) lebten die Streitigkeiten um die Grenzziehung zwischen Inner- und Ausserrhoden im Gebiet Oberegg und Hirschberg wieder auf. Trotz eines von der Tagsatzung eingeführten Schiedsgerichtes konnten die definitiven Grenzen erst nach der Gründung des Bundesstaats und nach erneuten jahrelangen Verhandlungen unter Aufsicht zweier eidgenössischer Vermittler mit einem Schiedsspruch des Bundesrats 1870 gezogen werden. Der Bezirk Oberegg entstand in seiner heutigen Form im Gefolge einer neuen Kantonsverfassung 1872 aus der Fusion der Halbrhoden Hirschberg und Oberegg.
Oberegg erlebte in der zweiten Hälfte des 19. Jahrhunderts und bis zum Ersten Weltkrieg eine Gründerzeit, in der die meisten Institutionen und Infrastrukturen neu errichtet oder grundlegend modernisiert wurden. Dazu gehört der Strassenbau, das Postwesen und die Stromversorgung ebenso wie das Vereinswesen, die öffentliche Hand, das Schulwesen oder die Errichtung von gleich zwei Bankinstituten auf Bezirksebene. Zusammen mit der politischen Eigenständigkeit führte dies zu einer ausgeprägten Autonomie, die auch im kollektiven Bewusstsein als solche wahrgenommen wurde. Während die erste Hälfte des 20. Jahrhunderts als Krisenzeit diesbezüglich keine weitreichenden Veränderungen sah, wurden ab der zweiten Hälfte des 20. Jahrhunderts vermehrt Zusammenarbeiten mit den regionalen Nachbarn angestrebt oder bisher eigenständig wahrgenommene Kompetenzen dem Kanton übertragen. Der Status als Exklave von Appenzell Innerrhoden bringt es mit sich, dass die Wahrnehmung von Oberegg als «Sonderfall» bis heute existiert.

## Politik und öffentliche Körperschaften

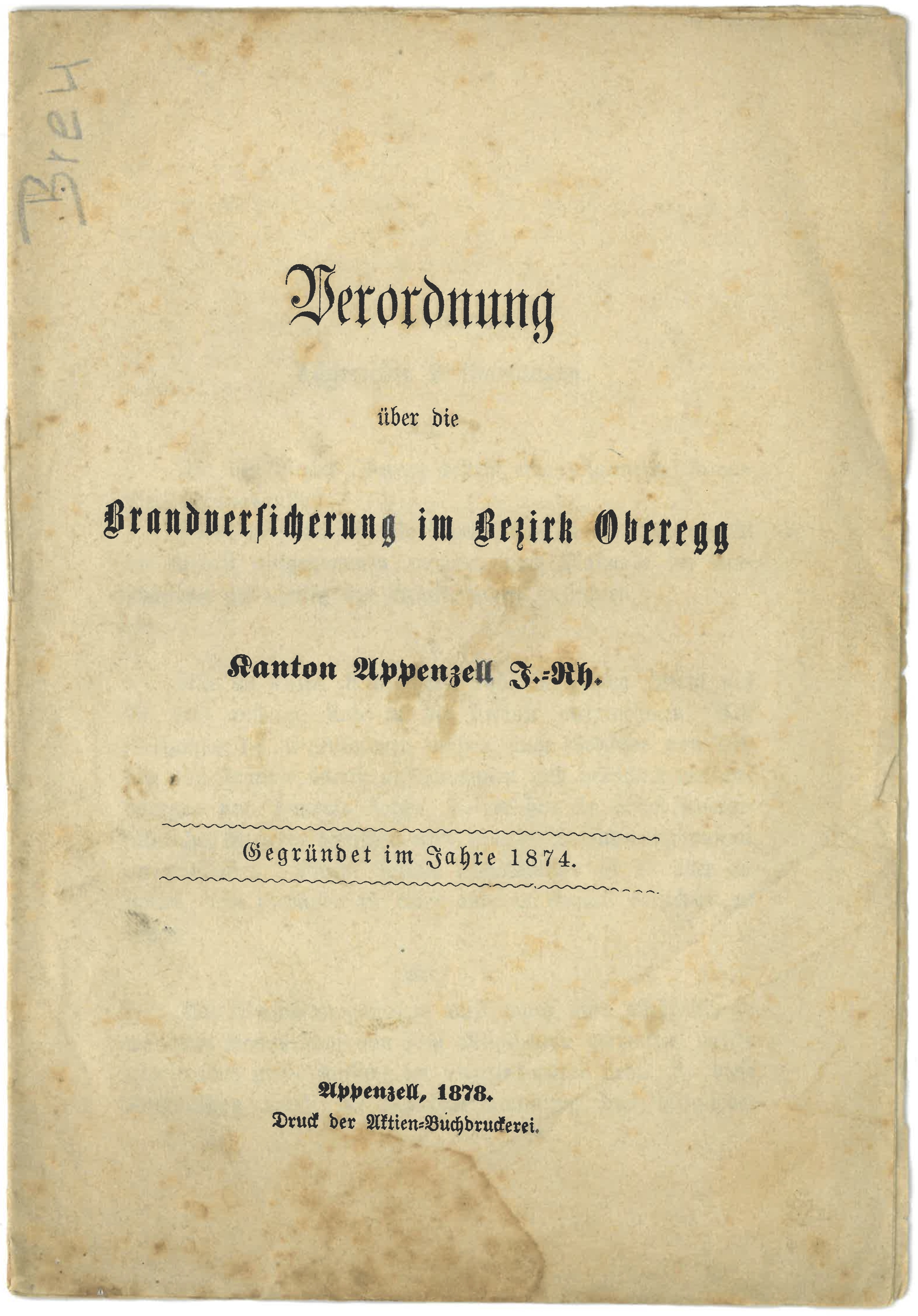
Als einzige Gemeindeorganisation in der Schweiz besitzt Oberegg eine eigene Gebäudeversicherung.

Der Bezirk Oberegg wird geführt vom siebenköpfigen Bezirksrat unter der Leitung des Bezirkshauptmanns. Zahlreiche Kommissionen unter Leitung der Bezirksräte fungieren als zusätzliche Gremien. Seit 1968 gibt es im Bezirk Oberegg Urnenabstimmungen und -wahlen. Im Gegensatz zu allen anderen Bezirken Appenzell Innerrhodens wurde die öffentliche Bezirksversammlung abgeschafft. Als erste Frau wurde 1994 Monika Egli in den Bezirksrat gewählt, nachdem das Frauenstimm- und wahlrecht in Appenzell Innerrhoden 1991 eingeführt worden war. Das Amt des Bezirkshauptmanns wurde noch nie von einer Frau geführt. Aktuell ist ausserdem im Bezirksrat keine Frau vertreten.
Der Äussere Landesteil nahm traditionellerweise die Führung eines Gerichtes erster Instanz stets selber wahr. Es handelte sich bis Anfang der 2000er-Jahre um ein siebenköpfiges Laiengremium. 2012 fusionierten die beiden Bezirksgerichte Innerrhodens miteinander. Dieses wird seither professionell von Juristen geführt. Von der Öffentlichkeit kaum bemerkt verlor der Bezirk Oberegg damit einen wichtigen Teil seiner politischen Autonomie.
Oberegg verfügt über ein vollständiges Schulangebot auf primärer und sekundärer Stufe, namentlich über Spielgruppe, Kindergarten, Primarschule und integrierte Oberstufe. Die mindestens seit dem 18. Jahrhundert bestehenden Landschulen im Sulzbach, auf St. Anton und in Kapf-Sturzenhard wurden 2007, 1970 und 1943 aufgehoben. Die 1902 vom Bezirk gegründete Realschule fusionierte 1985 mit der Primarschulgemeinde. 2018 fusionierte die bisher eigenständige Schulgemeinde wiederum mit dem Bezirk.
Oberegg besitzt eine eigene Feuerwehr. Sie fusionierte 2001 mit der Nachbargemeinde zur Feuerwehr Oberegg-Reute. Es war die erste kantonsübergreifende Fusion zweier Feuerwehren in der Schweiz. Auf dem St. Anton existiert ein Feuerwehrmuseum im ehemaligen Spritzenhaus. Die seit 1972 bestehende Zivilschutzorganisation (ZSO) Oberegg hatte 1995 ebenfalls mit derjenigen in Reute fusioniert. 2022 wurde diese Fusion jedoch rückgängig gemacht und die ZSO Oberegg in die ZSO Appenzell Innerrhoden integriert. Ursprünglich vom Bezirk Oberegg organisiert, übernimmt seit 1970 die Kantonspolizei Appenzell Innerrhoden die polizeilichen Aufgaben im Bezirk Oberegg. Aus geografischen Gründen steht bei Notfällen auch die Kantonspolizei Appenzell Ausserrhoden beziehungsweise die Kantonspolizei St. Gallen zur Verfügung.
Die Bezirksverwaltung Oberegg führt eine Anzahl Ämter, die im Inneren Landesteil von der Kantonsverwaltung geführt werden. Darunter befinden sich das Grundbuchamt, das Zivilstandsamt, die Einwohnerkontrolle, die Bauverwaltung sowie das Betreibungsamt. Die Wasserversorgung wird ebenfalls vom Bezirk geführt, während die Stromversorgung von der privat organisierten Elektra Oberegg gedeckt ist. Das Sozialwesen sowie die Führung des Alters- und Pflegeheims Torfnest werden seit einigen Jahren vom Kanton wahrgenommen.
Als einzige Gemeindeorganisation in der Schweiz führt der Bezirk Oberegg eine eigene Gebäudeversicherung (Assekuranz). Sie wurde 1874 gegründet und versichert in einem Obligatorium alle Gebäude auf Bezirksgebiet.
Im Bezirk Oberegg gibt es keine Lokalparteien, sondern drei berufsständische Interessenverbände, die für Wahlen Kandidierende aufstellen sowie Abstimmungsempfehlungen abgeben. Es handelt sich um den Handwerker- und Gewerbeverein Oberegg (gegründet 1970), die Arbeitnehmervereinigung Oberegg (gegründet 1977) und die Politische Bauernvereinigung Oberegg (gegründet 1992).
Die Flurgenossenschaften bilden eine weitere Art der öffentlichen Körperschaften. Sie unterhalten und bauen die zahlreichen auf Bezirksgebiet vorhandenen privaten Flurstrassen und bestehen aus der Anwohnerschaft.

## Wirtschaft

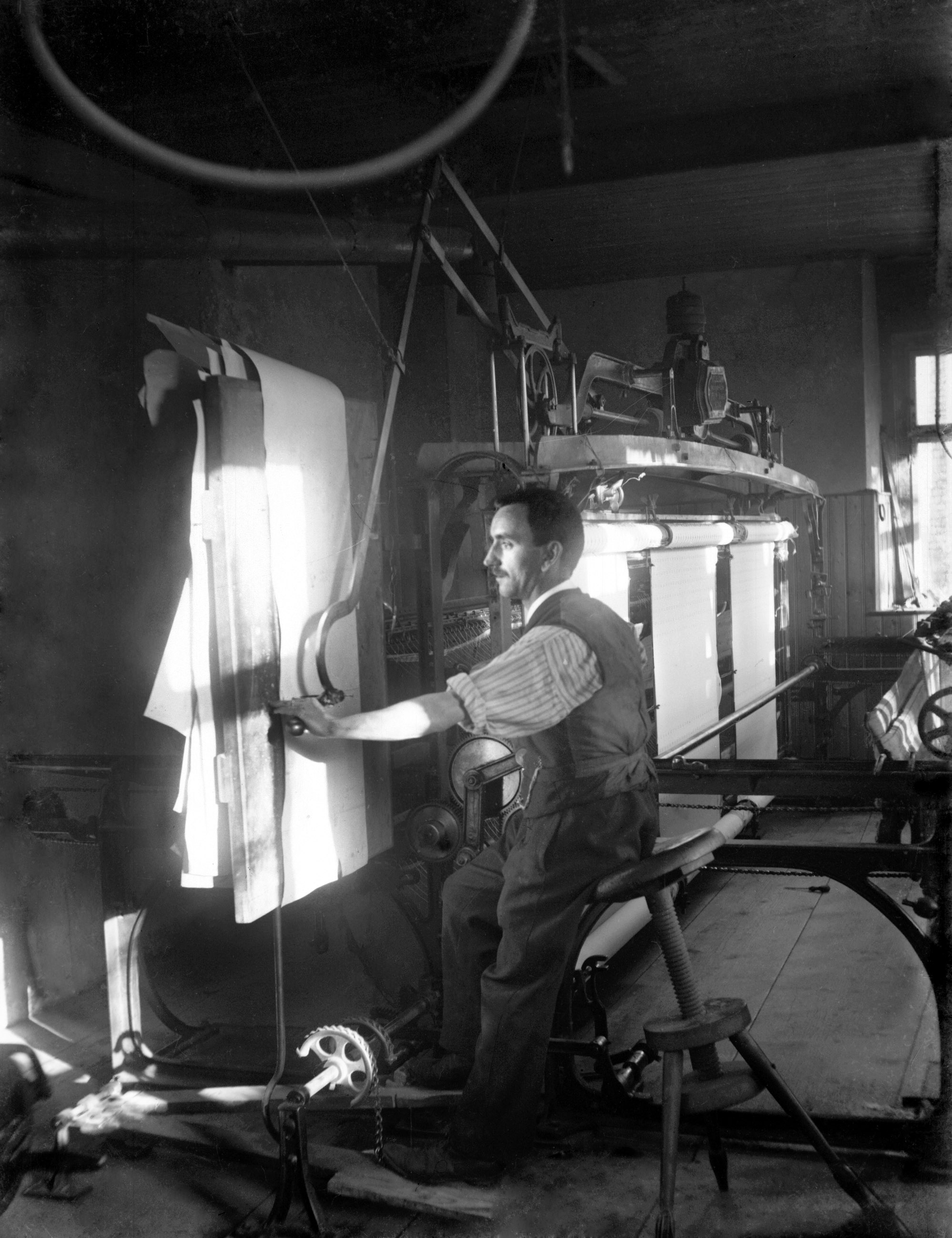
Oberegger Handmaschinensticker um 1920.

Die Landwirtschaft war bis ins 20. Jahrhundert die dominierende Einkommensquelle in Oberegg, vielfach auch in Kombination mit anderen Erwerbsarten, zum Beispiel in der Textilindustrie in Heimarbeit. Bedingt durch die Höhenlage spezialisierten sich die Oberegger Bäuerinnen und Bauern auf die Vieh- und Graswirtschaft. In den tieferen Lagen wurde auch Weinbau betrieben. So werden noch heute im Weiler Katzenmoos Reben angepflanzt. Die Landwirtschaft ist heute nach wie vor ein prägender Wirtschaftssektor in Oberegg.
Die für das Appenzeller Vorderland sehr wichtige Textilindustrie in Heimarbeit ist in Oberegg ab der Mitte des 18. Jahrhunderts greifbar. Das katholische Oberegg scheint wegen der konfessionellen Grenze die wirtschaftliche Entwicklung des protestantischen Umlands verspätet mitgemacht zu haben. In Oberegg wurden Leinen- und Baumwollgewebe gewoben, Grob- und Feinstickereien gestickt sowie ab der zweiten Hälfte des 19. Jahrhunderts das technisch anspruchsvolle Seidenbeuteltuch produziert. Die Webstühle standen bei dieser Heimarbeit in den Ställen oder Kellern der Privathaushalte. Auftraggeber und Rohstofflieferanten waren dabei vielfach die aus dem ausserrhodischen Umland stammenden Fergger. Ab der zweiten Hälfte des 19. Jahrhunderts produzierten Oberegger Unternehmer auch in eigenen Manufakturen; an der Dorfstrasse gab es so zeitweise drei Produktionsstätten. Der Niedergang der Textilindustrie erfolgte wegen der Weltwirtschaftskrise in den 1920er- und 1930er-Jahren und erholte sich nicht wieder.
Ein vielfältiges Klein- und Mittelgewerbe prägte Oberegg von der Frühen Neuzeit bis in die Gegenwart. Eine Urkunde von 1666 erwähnt zehn verschiedene Mühlenbetriebe. Von 1852 bis 1974 produzierte die Brauerei Krone der Familie Locher Bier. Traditionell stark ist das holzverarbeitende Gewerbe. Als nach dem Niedergang der Textilindustrie Mitte des 20. Jahrhunderts aktiv für Ansiedlungen von Industriebetrieben geworben wurde, siedelten sich in der neugeschaffenen Gewerbezone Feldli mehrere grössere Betriebe an. So baute zum Beispiel 1970 die aus dem Fürstentum Liechtenstein stammende Presta AG eine Fabrikationshalle. Die Firma, welche vor allem Teile für die Automobilindustrie produziert, ist heute der grösste Arbeitsgeber in Oberegg.
Der zweite Wirtschaftssektor stellt in Oberegg heute den grössten Anteil an Arbeitsplätzen. Dies im Gegensatz zum Rest der Schweiz, wo der dritte Sektor dominierend ist.

## Kultur
Das Appenzellerland gilt als ausgesprochene Brauchtumslandschaft. In Oberegg werden im Jahreslauf Fasnacht, Funkensonntag und Viehschau mit eigenen Anlässen gefeiert. Darüber hinaus gibt es festlich begangene katholische Feiertage, namentlich Ostern, Weisser Sonntag, Auffahrt, Pfingsten, Fronleichnam, Maria Himmelfahrt, Mariä Empfängnis, Allerheiligen sowie Weihnachten. Die vormals wichtige Chilbi (Kirchweihe) wurde letztmals 2001 abgehalten.
Ein wichtiger Pfeiler des kulturellen Lebens in Oberegg sind die Vereine. Laut der Auflistung auf der Bezirkshomepage sind es 37 Vereinigungen. Vereine gibt es in den Bereichen Sport, Musik, Theater, Schützenwesen, Natur- und Tierschutz sowie -pflege. Die Vereine führen im Vereinssaal regelmässig öffentliche Veranstaltungen und Aufführungen durch.
Im 18. und 19. Jahrhundert wurde in Oberegg Möbel- und Bauernmalerei betrieben. Aus der Kunstmalerfamilie Eugster stammt Carl Anton Eugster (1713- um 1780), der unter anderem das barocke Heiliggrab malte, das zu Ostern jeweils in der Pfarrkirche ausgestellt wird.
Seit 2000 wird das Hotel Alpenhof auf dem St. Anton als «Kulturfrachter, Panoramaherberge und Bücherarche» betrieben. Zahlreiche bildende Künstler haben seither dort Aufenthalte absolviert und Künstlerisches gestaltet.

## Tourismus und Sehenswürdigkeiten
Im Gefolge der Nachbargemeinde Heiden, die sich ab den 1840er-Jahren zu einem Kurort von europäischem Rang entwickelte, begann sich Oberegg als «Luftkurort» zu vermarkten. Der Aussichtspunkt St. Anton stand im Zentrum dieser Anstrengungen. Es entstanden in den 1890er-Jahren drei Hotelbauten: Der «Alpenhof» und das «Rössli» auf dem St. Anton sowie der «Bären» im Dorf. Letztere zwei hatten bereits zuvor als Gasthäuser bestanden und bauten ihr Hotel- und Kurangebot markant aus. Der Erste Weltkrieg machte dem Kurtourismus in Oberegg den Garaus. Verschiedene Anstrengungen, ihn in der Zwischenkriegszeit und nach dem Zweiten Weltkrieg wieder zu beleben, scheiterten. Militärische Internierte aus Deutschland, Frankreich, Polen und Grossbritannien belegten während des Ersten und Zweiten Weltkrieges die Hotelbetten.
In der zweiten Hälfte des 20. Jahrhunderts wurden zahlreiche private Ferienhäuser gebaut, vor allem in der Region St. Anton. Der Tagestourismus dominiert heute in Oberegg. Es existieren viele Wanderwege und Mountainbikewege in der hügeligen und aussichtsreichen Voralpenlandschaft. Seit 1965 besteht ein Skilift, ausserdem befindet sich eine Langlaufloipe im Gebiet Bensol. Ein intaktes Gastroangebot mit mehr als zehn Einkehrmöglichkeiten rundet das Fremdenverkehrsangebot in Oberegg ab.

Eine Auflistung der Sehenswürdigkeiten findet sich unter Liste der Kulturgüter in Oberegg.

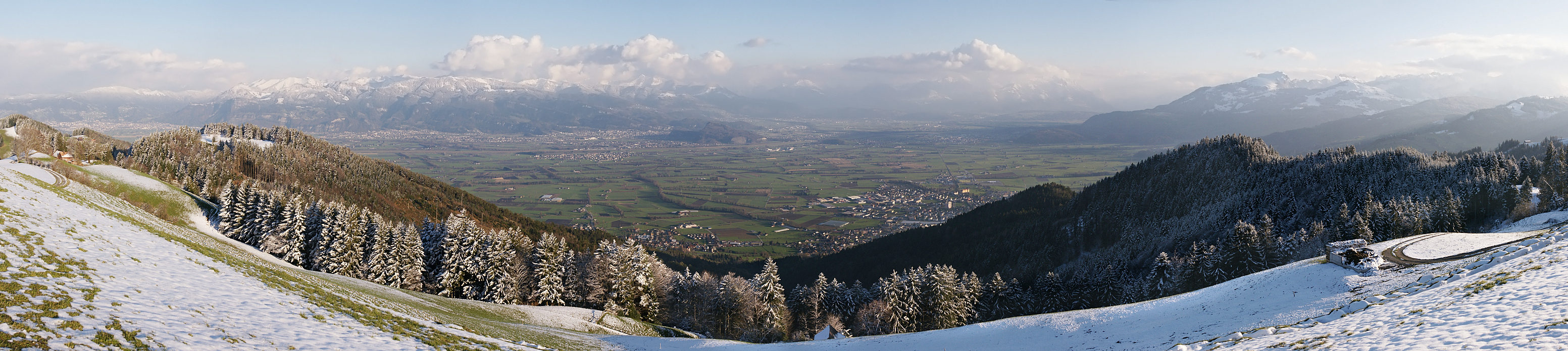
Blick vom St. Anton ins Rheintal um Altstätten

## Persönlichkeiten
- Carl Anton Eugster (1713–um 1780): Barockmaler
- Carl Justin Sonderegger (1842–1906): progressiver Politiker, Landammann, National- und Ständerat
- Armin Locher (1897–1967): konservativer Politiker, Landammann, Ständerat
- Carlo Schmid-Sutter (* 1950): Politiker CVP-Die Mitte, Landammann, Ständerat
- Silvia Sonderegger-Inauen (* 1956): Kunstmalerin
- Ivo Bischofberger-Breu (* 1958): Historiker, Ständerat
- Marc Bischofberger (* 1991): Silbermedaillengewinner im Skicross an den Olympischen Winterspielen 2018